# Museo del Traje Andaluz
El Museo del Traje Andaluz o Museo del Traje Corto es un museo localizado en Jerez de la Frontera (Andalucía, España) dedicado al Traje Corto Andaluz.

## El Museo
El Museo es propiedad privada de AntolínDíaz Salazar, sastre de la Real Escuela Andaluza del Arte Ecuestre desde su inauguración
La colección incluye más de 130 trajes para jinetes, cocheros, toreros y todo lo relacionado con esta tradicional indumentaria